# جام افتخاری برتر آرژانتین
جام افتخاری برتر آرژانتین یا جام افتخاری آرژانتین یک رقابت بین‌المللی فوتبال دوستانه بود که بین تیم‌های ملی آرژانتین و اروگوئه برگزار می‌شد. همه بازی‌ها در بوئنوس آیرس بین سال‌های ۱۹۰۸ و ۱۹۲۰ در ده نوبت برگزار شد.

## تاریخچه
خارج از مسابقات قهرمانی خانگی بریتانیا، دربی آرژانتین-اروگوئه یکی از قدیمی‌ترین بازی‌های فوتبال بین‌المللی است. در طول دهه‌های ۱۹۱۰ و ۱۹۲۰ آنها به طور منظم تا چهار بار در سال با یکدیگر بازی می‌کردند.
علاوه بر مسابقات قهرمانی آمریکای جنوبی، قهرمانی جام افتخاری برتر آرژانتین یکی از چندین جامی بود که دو تیم ملی در آن دوران به طور مرتب برای آن رقابت می‌کردند. سایر مسابقات عبارتند از کوپا لیپتون، کوپا نیوتن و جام افتخاری برتر اروگوئه که در مونته‌ویدئو برگزار شد.

## لیست قهرمانان
این لیست شامل تمامی نسخه‌های این تورنمنت می‌باشد.
| نسخه | سال  | قهرمان   | نتیجه | نایب قهرمان | ورزشگاه                   |
| ---- | ---- | -------- | ----- | ----------- | ------------------------- |
| ۱    | ۱۹۰۸ | اروگوئه  | ۳–۱   | آرژانتین    | ورزشگاه جی‌ای‌بی‌ای          |
| ۲    | ۱۹۰۹ | آرژانتین | ۳–۱   | اروگوئه     | ورزشگاه جی‌ای‌بی‌ای          |
| ۳    | ۱۹۱۰ | اروگوئه  | ۱–۱   | آرژانتین    | ورزشگاه جی‌ای‌بی‌ای          |
| ۳    | ۱۹۱۰ | اروگوئه  | ۶–۲   | آرژانتین    | ورزشگاه جی‌ای‌بی‌ای          |
| ۴    | ۱۹۱۱ | آرژانتین | ۲–۰   | اروگوئه     | ورزشگاه جی‌ای‌بی‌ای          |
| ۵    | ۱۹۱۲ | اروگوئه  | ۱–۰   | آرژانتین    | ورزشگاه جی‌ای‌بی‌ای          |
| ۶    | ۱۹۱۳ | آرژانتین | ۲–۰   | اروگوئه     | ورزشگاه جی‌ای‌بی‌ای          |
| ۷    | ۱۹۱۴ | آرژانتین | ۲–۱   | اروگوئه     | ورزشگاه جی‌ای‌بی‌ای          |
| ۸    | ۱۹۱۸ | آرژانتین | ۰–۰   | اروگوئه     | ورزشگاه جی‌ای‌بی‌ای          |
| ۸    | ۱۹۱۸ | آرژانتین | ۳–۱   | اروگوئه     | ورزشگاه جی‌ای‌بی‌ای          |
| ۹    | ۱۹۱۹ | آرژانتین | ۶–۱   | اروگوئه     | ورزشگاه جی‌ای‌بی‌ای          |
| ۱۰   | ۱۹۲۰ | آرژانتین | ۱–۰   | اروگوئه     | ورزشگاه اسپورتیوو باراکاس |